# Julia Heilmann
Julia Heilmann (* 1975 in Darmstadt) ist eine deutsche Autorin und Kunsthistorikerin. Gemeinsam mit ihrem Mann Thomas Lindemann schrieb sie die Bestseller Kinderkacke und Quengelzone.

## Leben
Julia Heilmann studierte nach dem Abitur Kunstgeschichte in Jena, Barcelona und Berlin. Danach arbeitete sie in einem wissenschaftlichen Verlag. Anschließend leitete sie, bis zur Geburt ihrer Kinder, eine Kunstbuchhandlung. 2010 schrieb sie gemeinsam mit Thomas Lindemann das Buch Kinderkacke welches monatelang in den Spiegel-Bestsellerliste stand. In diesem und ihren folgenden Büchern beschreiben die zwei Autoren in humoriger Weise ihr Leben mit Kindern. Jeweils nicht ohne kritische Untertöne, dass dieses nicht nur Schönes bietet, die Beziehung dadurch belastend wird und auch darauf, dass viele heutige speziell auf Kinder ausgerichtete Konsumangebote bestenfalls unnötig sind.
Heilmann lebt mit ihrem Mann und drei gemeinsamen Kindern in Berlin-Neukölln.

## Werke
- Kinderkacke, Hoffmann und Campe, 2010, ISBN 978-3-455-50150-6
- Babybeschiss, Hoffmann und Campe, 2011, ISBN 978-3-455-50220-6
- Quengelzone, Goldmann, 2012, ISBN 978-3-442-15734-1